# Kevin Siembieda

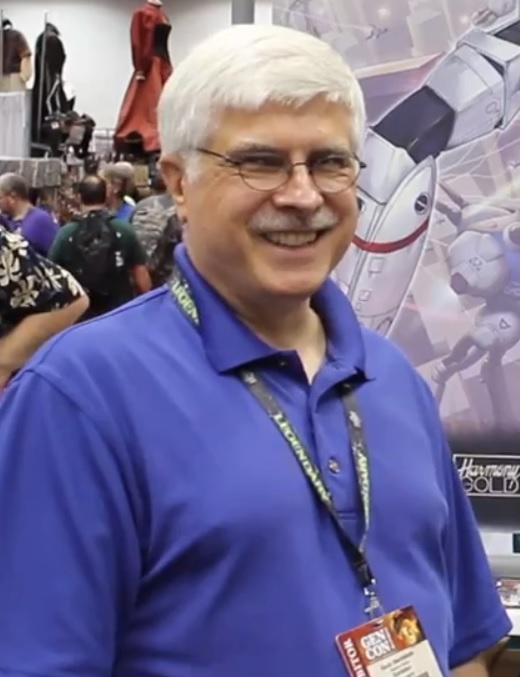
Kevin Siembieda, 2014

Kevin Siembieda (* 2. Januar 1956) ist ein US-amerikanischer Entwickler von Rollenspielen und Mitbegründer der Firma Palladium Books.
1981 gründeten er zusammen mit Erick Wujcik den Rollenspielverlag Palladium Books. Ihr erstes Spiel hieß Mechanoid Invasion ein Science-Fiction-Rollenspiel. Kurz darauf folgte das Fantasy-Rollenspiel Palladium, das der Firma ihren Namen gab. Im Laufe der letzten 27 Jahre entwickelte er Rollenspiele aus den verschiedensten Bereichen (SF, Horror, Fantasy, Superhelden usw.), die alle prinzipiell miteinander kompatibel sind.
Kevin Siembieda arbeitet auch als Illustrator und Zeichner. 1978 brachte er ein Comic namens A+ Plus heraus. Später zeichnete vor allem bei Büchern aus seinem Rollenspielverlag, war aber auch bei anderen Verlagen aktiv.
| Personendaten    | Personendaten                           |
| ---------------- | --------------------------------------- |
| NAME             | Siembieda, Kevin                        |
| KURZBESCHREIBUNG | US-amerikanischer Rollenspielentwickler |
| GEBURTSDATUM     | 2. Januar 1956                          |